# 托尔尼奥
托尔尼奥（芬蘭語：Tornio）是芬兰拉普兰區的一座城市，靠近瑞典边境。托尔尼奥是托尔尼奥河谷的中心城市及芬兰与瑞典之间的重要过境关卡。
托尔尼奥的人口数量为21939（2017年8月31日），面积为1348.83平方公里（2017年1月1日），其中1188平方公里为陆地面积、40.83平方公里为淡水区域、其余的120平方公里为海面。
在1960年罗瓦涅米设市之前，托尔尼奥曾是芬兰最北部的城市。设立于1621年的托尔尼奥是拉普兰区历史最悠久的城市。托尔尼奥周边市镇为凯米、凯明马、泰尔沃拉和上托尔尼奥。托尔尼奥和瑞典一边的边境城市哈帕兰达保持紧密的合作。

## 地理

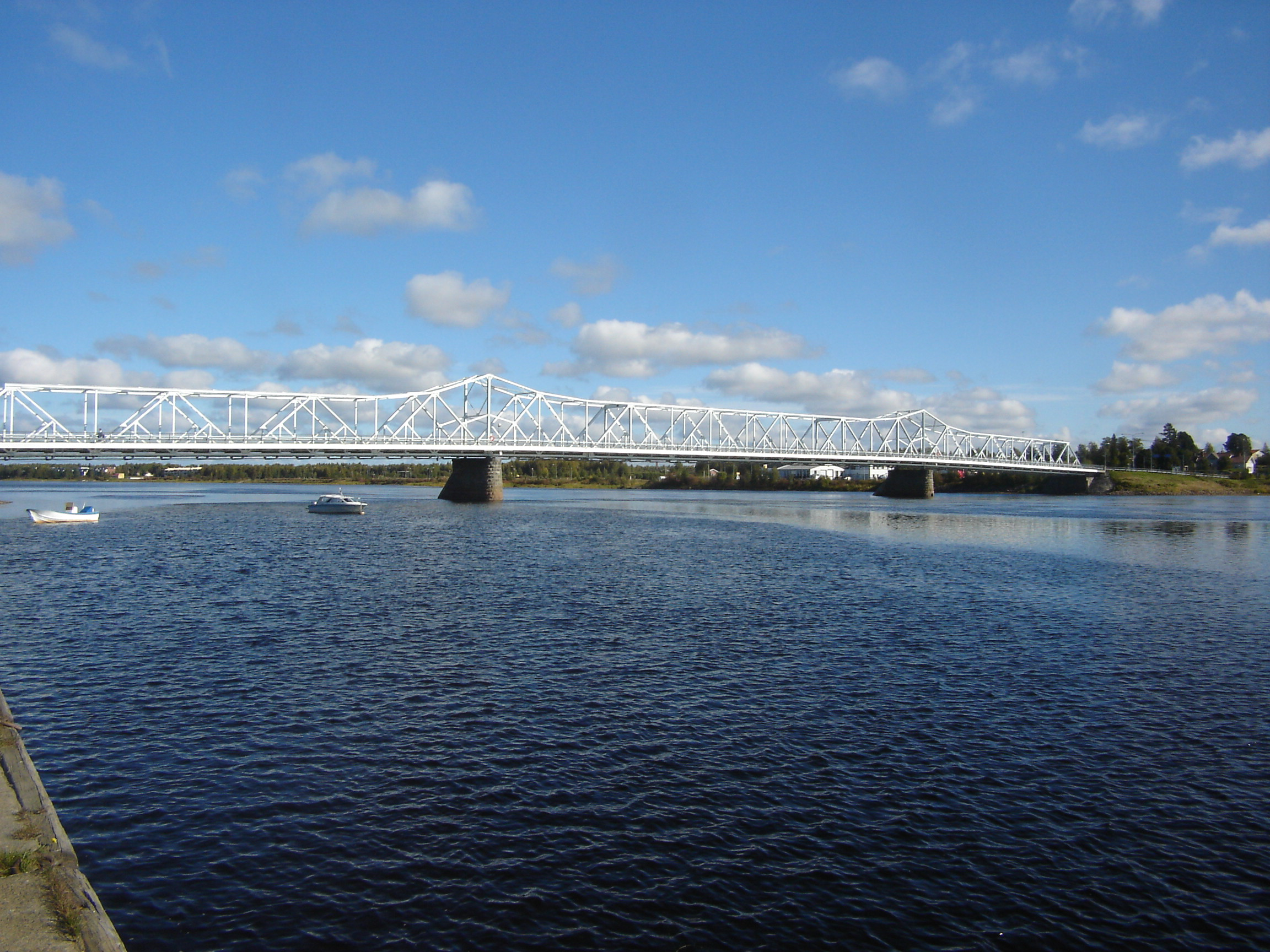
从苏恩岛眺望跨越托尔尼奥河的桥梁

托尔尼奥位于佩赖海北岸芬兰和瑞典的交界线处。托尔尼奥市中心位于苏恩岛（Suensaari）上，由于陆地上升及人工填土的缘故岛屿已经扩展至芬瑞边境线上。芬瑞划界的一个原则是沿着穆奧尼奧河及托尔尼奥河（托尔讷河）的主航道来划分的，但在托尔尼奥市中心处却是个例外。
尽管处于不同的国家及时区，托尔尼奥与河对岸的哈帕兰达形成了一对孪生城市。凯米位于托尔尼奥东南方向25公里处，与周围其它市镇一起，它们组成凯米-托尔尼奥次区。
除了市中心外，托尔尼奥还有其它区域位于托尔尼奥河的河岸上。托尔尼奥南北最长处有83公里，东西最宽处有44公里。除去海域面积外，城市面积有1228.38平方公里（包括41.37平方公里的淡水面积）。广阔的地域使得人口密度变小：每平方公里只有18.9人。
托尔尼奥位于北方针叶林地带。主要的树种为欧洲云杉和欧洲赤松，常见的落叶树为桦树。整个市镇区域内一半以上为沼泽。托尔尼奥最高处海拔为189米。由于陆地上升的缘故，沿海地区每年上升6至8毫米。海岸多石，最靠海的部分为佩赖海国家公园的一部分。

## 友好城市
- 英国迪韦齐斯
- 挪威哈默弗斯特
- 丹麦伊凱斯特-布蘭德市鎮
- 俄羅斯基洛夫斯克
- 匈牙利塞克萨德
- 瑞典韦特兰达市镇[3]